# Heinrich Streintz
Heinrich Streintz (7 mai 1848 à Vienne, Autriche - 11 novembre 1892) est un physicien autrichien.

## Biographie
À cause des fréquentes maladies de leur fils, ses parents déménagent à Graz en Autriche. Il fréquente l'école de niveau secondaire et complète sa formation avec beaucoup de facilité en 1868. Très vite, les capacités mathématiques de Streintz sont remarquées, il est dès lors dirigé vers les mathématiques, la physique et chimie à l'université de Graz. Il étudie aussi temporairement à Leipzig, Munich et Zurich. À Graz, il obtient son diplôme en 1872. Par la suite, il étudie sous la supervision de Gustav Robert Kirchhoff et Leo Königsberger à Heidelberg. Plus tard, il travaille à Vienne sous les ordres de Josef Stefan à l'institut de physique, où il termine son habilitation en 1873 et y devient privatdozent. En 1875, il est nommé professeur extraordinaire de physique mathématique à Graz, où il devient professeur en 1885. L'un de ses collègues à Graz est Ludwig Boltzmann.
Dans ses travaux scientifiques, théoriques et expérimentaux, Streintz se concentre sur les probabilités, l'élasticité et l'électricité. Streintz a aussi rédigé plusieurs résumés et revues pour le compte de la Deutsche Litteraturzeitung (de) et des écoles secondaires autrichiennes. Son article le plus important s'intitule Les Fondements physiques de la mécanique (Die physikalischen Grundlagen der Mechanik, 1883), où il critique Isaac Newton pour ses définitions de l'inertie et introduit l'expression « corps fondamental » (Fundamentalkörper) et « système de coordonnées fondamental » (Fundamental-Koordinatensystem), ce qui devrait permettre de mieux définir le mouvement inertiel. Des réflexions similaires ont mené Ludwig Lange à introduire en 1885 la notion de référentiel inertiel.

## Publications
- (de) Über die Änderungen der Elastizität  und der Länge eines vom galvanischen Strome durchflossenen Drahtes, 1873.
- (de) Die elektrischen Nachströme transversal magnetisirter Eisenstäbe, 1877
- (de) Beiträge zur Kenntnis der elastischen Nachwirkung, 1879
- (de) Die physikalischen Grundlagen der Mechanik, 1883

### Source
- (de) Albert von Ettingshausen, « Heinrich Streintz. Nachruf », Mitteilungen des naturwissenschaftlichen Vereines für Steiermark, vol. 29,‎ 1893, p. 233–245